# Hemiscyllium
Hemiscyllium è un genere di squali orectolobiformi della famiglia degli Emiscilliidi.

## Specie
- Squalo tappeto screziato indonesiano, Hemiscyllium freycineti (Quoy e Gaimard, 1824)
- Hemiscyllium galei Allen ed Erdmann, 2008[1]
- Squalo dalle spalline papua, Hemiscyllium hallstromi Whitley, 1967
- Hemiscyllium henryi Allen ed Erdmann, 2008[1]
- Squalo dalle spalline della Milne Bay, Hemiscyllium michaeli Allen & Dudgeon, 2010[2]
- Squalo dalle spalline, Hemiscyllium ocellatum (Bonnaterre, 1788)
- Squalo incappucciato, Hemiscyllium strahani Whitley, 1967
- Squalo tappeto screziato, Hemiscyllium trispeculare Richardson, 1843
- Hemiscyllium halmahera G.R. Allen, M.V. Erdmann, C.L. Dudgeon, 2013